# 橋本善太
橋本 善太（はしもと ぜんた、1984年 - ）は、日本の競走馬生産者。

## 経歴
1984年、北海道勇払郡安平町出身。幼少期より祖父である橋本善吉にサラブレッドについて叩き込まれる。叔母に橋本聖子がいる。駒澤大学附属苫小牧高等学校卒。胆振軽種馬農業協同組合青年部副部長。